# سیارک ۲۰۷۷۹
سیارک ۲۰۷۷۹ (به انگلیسی: 20779 Xiajunchao، نامگذاری:2000RN11) بیست هزار و هفتصد و هفتاد و نهمین سیارک کشف شده‌است که در ۱ سپتامبر ۲۰۰۰ کشف شد.
قدر مطلق سیارک برابر ۹.۳ است.